# Eastern Star-katastrofen
Eastern Star-katastrofen var en olycka som inträffade i Hubei-provinsen på Kinas längsta flod Yangtze 1 juni 2015 klockan 21.30 lokal. 442 personer drunknade. 
Chongqing Eastern Shipping Corporations (kinesiska: 重庆东方轮船公司?, pinyin: Chóngqìng dōngfāng lúnchuān gōngsī) kryssningsfartyg Eastern Star (kinesiska: 东方之星?, pinyin: Dōngfāng zhī xīng) var på väg från Nanjing till Chongqing, när olyckan inträffade vid Jianli nära Jingzhou. Skeppet fångades i en tromb och sjönk på några minuter. 456 personer var ombord på båten: 405 kinesiska passagerare, 46 besättningsmän och 5 turguider från en resebyrå. De flesta av passagerarna var mellan 50 och 80 år gamla. Den äldsta passageraren var 83 år gammal och den yngsta tre år. Endast 12 räddades, bland annat skeppets kapten och maskinchef, som lyckades simma i land och larma efter hjälp. Båda förhördes senare av polis om olyckan.